# Cucullia pura
Cucullia pura là một loài bướm đêm trong họ Noctuidae.